# 4월 30일
4월 30일은 그레고리력으로 120번째(윤년일 경우 121번째) 날에 해당하며, 4월의 마지막 날이다.

## 사건
- 1286년 - 캔터베리 대주교 요하네스 페캄이 옥스퍼드에서 토마스 아퀴나스의 철학적 신학적 명제들을 정죄하다.
- 1789년 - 조지 워싱턴이 미국의 첫 대통령으로 집무를 시작하다.
- 1838년 - 니카라과가 중앙아메리카 연방공화국으로부터 분리를 선언하다.
- 1863년 - 미국 남북 전쟁의 챈슬러즈빌 전투 개시 (~ 5월 4일)
- 1900년 - 미국이 하와이를 합병하다.
- 1904년 - 러일 전쟁: 일본 제국 육군이 압록강을 도하하여 만주로 가는 길에 대기하고 있던 러시아 제국 육군과 최초로 격돌한 전투인 압록강 회전이 일어나다.
- 1945년 - 아돌프 히틀러와 에바 브라운이 동반자살하다.
- 1961년 - 윤보선 대통령이 민주당 탈당하고 무소속 전향하여 대한민국 무여당 체제 돌입.
- 1975년 - 사이공의 함락으로 베트남 전쟁이 끝나다.
- 1994년 - 북한의 여만철 씨 가족 5명이 대한민국으로 귀순하다.
- 2010년 - 상하이 세계박람회가 개막식 겸 전야제를 가졌다. 박람회 기간은 2010년 5월 1일부터 10월 31일까지였다.
- 2012년 -
  - 서울특별시 신촌역 부근 창천 근린공원에서 20대 대학생이 10대 사령카페 회원 3명에게 흉기에 40차례나 찔려 사망한 사건이 발생하다.
  - 인도 아삼주의 브라마푸트라강에서 여객선이 침몰해 최소 103명이 사망하다.
- 2014년 - 콜롬비아 서남부 카우카지방의 금광에서 붕괴 사고가 일어나 3명이 사망하고 30여명이 매몰되었다.
- 2015년 - 수성 탐사선인 메신저 호가 수성 표면에 충돌하면서 임무를 종료하였다.
- 2018년 - 유선형 2세대 새마을호가 마지막 정규 운행을 했다.
- 2019년 - 아키히토 일왕이 퇴위하여 상왕으로 물러나며 헤이세이 시대가 종료된다.

## 문화
- 1812년 - 루이지애나주가 미국의 18번째 주가 되다.
- 1966년 - 사탄교회가 설립되다.
- 1968년 - AFG 임시 총회, 제6회 아시아 경기 대회의 서울 개최권을 반납하기로 결의하다.
- 1999년 -
  - 체코, 헝가리, 폴란드가 NATO에 가입하다.
  - 캄보디아가 ASEAN의 10번째 회원국으로 가입하다.
- 2008년 - 
  - 대한민국 YTN NEWS FM이 개국되다.
  - 마블 시네마틱 유니버스가 시작되다.
- 2010년 -
  - 프로야구에서 박경완이 포수 통산 첫 300홈런을 달성하였다.
  - 김희중 대주교가 제9대 한국 천주교 광주대교구장으로 임명되어 교구장좌에 착좌하였다.
- 2013년 - 네덜란드의 빌럼알렉산더르가 네덜란드의 국왕으로 즉위하다.
- 2014년 - 카타르 하마드 국제공항 개항.
- 2016년 - 수도권 전철 경의·중앙선 효창공원역 구간이 개통되었다.
- 2025년 - 네이버 포스트가 종료되었다.

## 탄생
- 1245년 - 프랑스의 왕 필리프 3세. (~1285년)
- 1662년 - 영국의 국왕 메리 2세. (~1694년)
- 1700년 - 스웨덴의 왕족 카를 프리드리히 폰 슐레스비 히홀슈타인고토르프 공작 . (~1739년)
- 1777년 - 독일의 수학자 카를 프리드리히 가우스. (~1855년)
- 1812년 - 독일의 미스테리 소년 카스파르 하우저. (~1833년)
- 1844년 - 프랑스의 작가 아나톨 프랑스. (~1924년)
- 1872년 - 이탈리아의 로마 가톨릭 신부 루이지 바를라시나. (~1947년)
- 1877년 - 프랑스의 사이클 선수 레옹 플라멩. (~1917년)
- 1883년 - 체코의 작가 야로슬라프 하셰크. (~1923년)
- 1887년 - 일제 강점기의 관료 조경호. (~?)
- 1902년
  - 대한제국의 독립운동가 지계순. (~1920년)
  - 미국의 농업경제학자, 노벨 경제학상 수상자 시어도어 슐츠. (~1998년)
- 1909년 - 네덜란드의 여왕 율리아나. (~2004년)
- 1911년 - 독일의 작가 루이제 린저. (~2002년)
- 1914년 - 브라질의 가수, 작곡가 도리바우 카이미. (~2008년)
- 1916년 - 미국의 수학자, 과학자 클로드 섀넌. (~2001년)
- 1920년 - 대한민국의 독립운동가 위제하. (~2017년)
- 1921년 - 마카오의 덩치인 겸 외교관 장야오광. (~2012년)
- 1931년 - 이탈리아의 배우 아드리아나 아스티. (~2025년)
- 1933년 - 대한민국의 법조인 김상원. (~2024년)
- 1936년 - 대한민국의 물리학자 최덕인. (~2022년)
- 1940년 - 미국의 영화배우 버트 영. (~2023년)
- 1946년 - 스웨덴의 국왕 칼 16세 구스타프.
- 1949년 - 포르투갈의 정치인, 유엔 사무총장 안토니우 구테흐스.
- 1950년 - 아일랜드의 공화국군 임시파 요원 맷 데블린.
- 1954년 - 뉴질랜드의 영화감독 제인 캠피언.
- 1956년 - 덴마크의 영화 감독 라르스 폰 트리어.
- 1963년 - 영국의 영화 감독 제임스 마시.
- 1964년 - 대한민국의 외과전문의 및 의학박사 김영우.
- 1966년 - 대한민국의 양궁 선수 이한섭.
- 1967년
  - 대한민국의 가수 송정미.
  - 대한민국의 정치인 이강일.
  - 일본의 가수 사카모토 마아야.
- 1968년 - 대한민국의 경찰 공무원, 제24대 경찰청장 조지호.
- 1970년
  - 대한민국의 전 배우 음정희.
  - 일본의 범죄자 미야노 히로시.
- 1971년 - 대한민국의 변호사 겸 대학 교수 양소영.
- 1972년
  - 일본의 전 축구 선수 모리시마 히로아키.
  - 대한민국의 전 야구 선수 서석영.
- 1973년 - 대한민국의 배우 백지원.
- 1975년
  - 대한민국의 전 농구 선수, 캐스터 신기성.
  - 대한민국의 배드민턴 선수 하태권.
  - 대한민국의 기자, 사회운동가 전예현.
- 1977년 - 대한민국의 당구 선수 최성원.
- 1978년
  - 미국의 배우 로즈 롤린스.
  - 독일의 배우 잔드라 휠러.
- 1979년
  - 멕시코의 축구 선수 헤라르도 토라도.
  - 미국의 성우 셸리 컬린블랙.
- 1980년 - 대한민국의 트로트 가수 조은새.
- 1981년 - 아일랜드의 전 축구 선수 존 오셰이.
- 1982년 - 미국의 배우 커스틴 던스트.
- 1983년
  - 대한민국의 양궁 선수 윤미진.
  - 대한민국의 배우 강예솔.
- 1984년 - 대한민국의 가수 서인아.
- 1985년 - 이스라엘의 모델, 배우 갈 가도트.
- 1986년
  - 대한민국의 축구 선수 고차원.
  - 대한민국의 가수 남주희.
  - 미국의 배우 다이애나 에그론.
  - 벨라루스의 역도 선수 바짐 스트랄초우.
- 1987년
  - 대한민국의 농구 선수 박연수.
  - 에스토니아의 조정 선수 카스파르 타임소.
- 1988년
  - 대한민국의 가수, 모델 이치훈. (~2020년)
  - 쿠바의 배우 아나 데 아르마스.
- 1989년
  - 대한민국의 가수 우영 (2PM).
  - 일본의 전 축구 선수 시미즈 고헤이.
- 1990년
  - 대한민국의 가수 루이.
  - 일본의 전 축구 선수 히가 고헤이.
- 1991년
  - 프랑스의 축구 선수 레티시아 필리프.
  - 미국의 가수, 디자이너 트래비스 스콧.
  - 일본의 가수 센고쿠 미나미.
- 1992년
  - 독일의 축구 선수 마르크안드레 테어 슈테겐.
  - 대한민국의 야구 선수 김호령.
- 1993년
  - 아이슬란드의 축구 선수 아르드노르 트라우스타손.
  - 대한민국의 가수, 배우 신보라.
- 1994년 - 대한민국의 가수 오지현 (1415).
  - 대한민국의 가수 최웅희 (실리카겔).
  - 대한민국의 배우 채서진.
  - 외국의 배우 티미 디터스.
- 1996년 - 대한민국의 기상 캐스터 오요안나. (~2024년)
- 1997년 - 대한민국의 모델, 유튜버 Free지아.
- 1998년 - 대한민국의 리그 오브 프로게이머 블랭크.
- 1999년
  - 대한민국의 치어리더 차영현.
  - 대한민국의 치어리더 천소윤.
  - 대한민국의 모델, 배우, 가수 강태우 (더 맨 블랙).
- 2000년 - 일본의 아이돌 히와타시 유이.
- 2001년
  - 대한민국의 야구 선수 김성민.
  - 타이완의 바둑 기사 쉬하오훙.
- 2002년
  - 대한민국의 가수 이레 (퍼플키스).
  - 대한민국의 축구 선수 이수인.
- 2003년
  - 대한민국의 배우 정윤석.
  - 영국의 배우 에밀리 케리.
- 2009년 - 대한민국의 가수 임도형.

## 사망
- 125년 - 후한의 제6대 황제 후한 안제. (94년~)
- 1632년 - 신성 로마 제국의 군인 요한 체르클라에스 폰 틸리 백작. (1559년~)
- 1646년 - 소현세자의 부인 민회빈 강씨. (1611년~)
- 1855년 - 영국의 작곡가, 지휘자 헨리 비숍. (1786년~)
- 1883년 - 프랑스의 화가 에두아르 마네. (1832년~)
- 1926년 - 미국의 첫 흑인 여성 비행사 베시 콜먼. (1892년~)
- 1945년
  - 나치 독일의 총통 아돌프 히틀러. (1889년~)
  - 독일국의 제3대 육군최고지휘관의 부인 에바 브라운. (1912년~)
- 1956년 - 일본의 군인 우가키 가즈시게. (1868년~)
- 1989년
  - 이탈리아의 영화감독 세르조 레오네. (1929년~)
  - 대한제국의 황태자비 이방자. (1901년~)
- 2001년 - 대한민국의 비전향 장기수 이종환. (1922년~)
- 2013년 - 대한민국의 언론인 김용정. (1943년~)
- 2016년
  - 대한민국의 기업인 박진호. (1962년~)
  - 캐나다의 경제학자 스탠리 웡. (1947년~)
- 2017년 - 인도의 슈퍼센티네리언 음바 고토. (1870년~)
- 2019년
  - 대한민국의 기업인 김명규. (1942년~)
  - 프랑스의 영화배우 아네몬. (1950년~)
  - 잉글랜드의 영화배우 피터 메이휴. (1944년~)
- 2020년
  - 나이지리아의 음악가 토니 앨런. (1940년~)
  - 미국의 영화배우 샘 로이드. (1963년~)
  - 중화인민공화국의 작가 우리화. (1929년~)
- 2021년
  - 대한민국의 정치인 나원찬. (1936년~)
  - 미국의 억만장자 엘리 브로드. (1933년~)
  - 태국의 영화배우 컴 추안츤. (1958년~)
  - 일본의 언론인 다치바나 다카시. (1940년~)
- 2022년 - 미국의 영화배우 나오미 저드. (1946년~)
- 2023년 - 미국의 육상 선수 랠프 보스턴. (1939년~)
- 2024년
  - 미국의 기타리스트 듀언 에디. (1938년~)
  - 미국의 소설가 폴 오스터. (1947년~)
- 2025년
  - 대한민국의 영화감독 박희곤. (1969년~)
  - 수리남의 제7대 대통령 윌러스 베이던보스. (1941년~)
  - 브라질의 슈퍼센티네리언 이나 카나바로 루카스. (1908년~)

## 기념일
- 부처님 오신 날 - 2020년, 2039년, 2058년, 2077년, 2096년
- 세계 섹스의 날
- 세계 재즈의 날(International Jazz Day): 유네스코
- 남부해방 기념일(Reunification Day): 베트남
- 칼 16세 구스타프 탄신일: 스웨덴
- 여왕의 날(Koningsdag): 네덜란드
- 교사의 날: 파라과이
- 어린이 날: 멕시코
- 소비자 보호의 날(Consumer Protection Day): 태국
- 페르시아만의 날(National Persian Gulf Day): 이란

## 같이 보기
- 전날: 4월 29일 다음날: 5월 1일 - 전달: 3월 30일 다음달: 5월 30일
- 음력: 4월 30일
- 모두 보기